# 哈思楠
哈思楠（1992年1月10日—），河北保定人，回族，中国女子游泳运动员。
2008北京奥运会中国体育代表团成员，主攻长距离自由泳。

## 运动经历
- 1999年 保定业余体校 教练王冬
- 2006年 中国国家游泳队 教练刘海涛

## 主要成绩
- 2007年 短池游泳世界杯柏林站 800米自由泳 第二名